# Oreste (Cimarosa)
Oreste és una òpera en dos actes composta per Domenico Cimarosa sobre un llibret italià de Luigi Serio. S'estrenà al Teatro San Carlo de Nàpols el 13 d'agost de 1783.